# جون إليس (لاعب غولف)
جون إليس (بالإنجليزية: John Ellis)‏ هو لاعب غولف أمريكي، ولد في 8 أكتوبر 1979 في سان خوسيه في الولايات المتحدة.

## وصلات خارجية
- جون إليس على موقع رابطة لاعبي الغولف المحترفين (الإنجليزية)